# NGC 1370
NGC 1370 ist eine elliptische Zwerggalaxie mit ausgedehnten Sternentstehungsgebieten vom Hubble-Typ E3 im Sternbild Eridanus am Südsternhimmel. Sie ist schätzungsweise 44 Millionen Lichtjahre von der Milchstraße entfernt und hat einen Durchmesser von etwa 20.000 Lj. NGC 1370 ist Mitglied des Eridanus-Galaxienhaufens.
Gemeinsam mit NGC 1362 und NGC 1390 bildet sie die NGC 1370-Gruppe.
Im selben Himmelsareal befinden sich u. a. die Galaxien NGC 1353, NGC 1362, NGC 1377, IC 1962.
Das Objekt wurde am 20. September 1786 vom deutsch-britischen Astronomen William Herschel entdeckt.

## NGC 1370-Gruppe (LGG 95)
| Galaxie  | Alternativname | Entfernung/Mio. Lj |
| -------- | -------------- | ------------------ |
| NGC 1362 | PGC 13196      | 51                 |
| NGC 1370 | PGC 13265      | 44                 |
| NGC 1390 | PGC 13386      | 50                 |